# Lupinus arizonicus
Lupinus arizonicus är en ärtväxtart som först beskrevs av Sereno Watson, och fick sitt nu gällande namn av Sereno Watson. Lupinus arizonicus ingår i släktet lupiner, och familjen ärtväxter.

## Underarter
Arten delas in i följande underarter:
- L. a. arizonicus
- L. a. lagunensis
- L. a. setosissimus
- L. a. sonorensis

## Bildgalleri

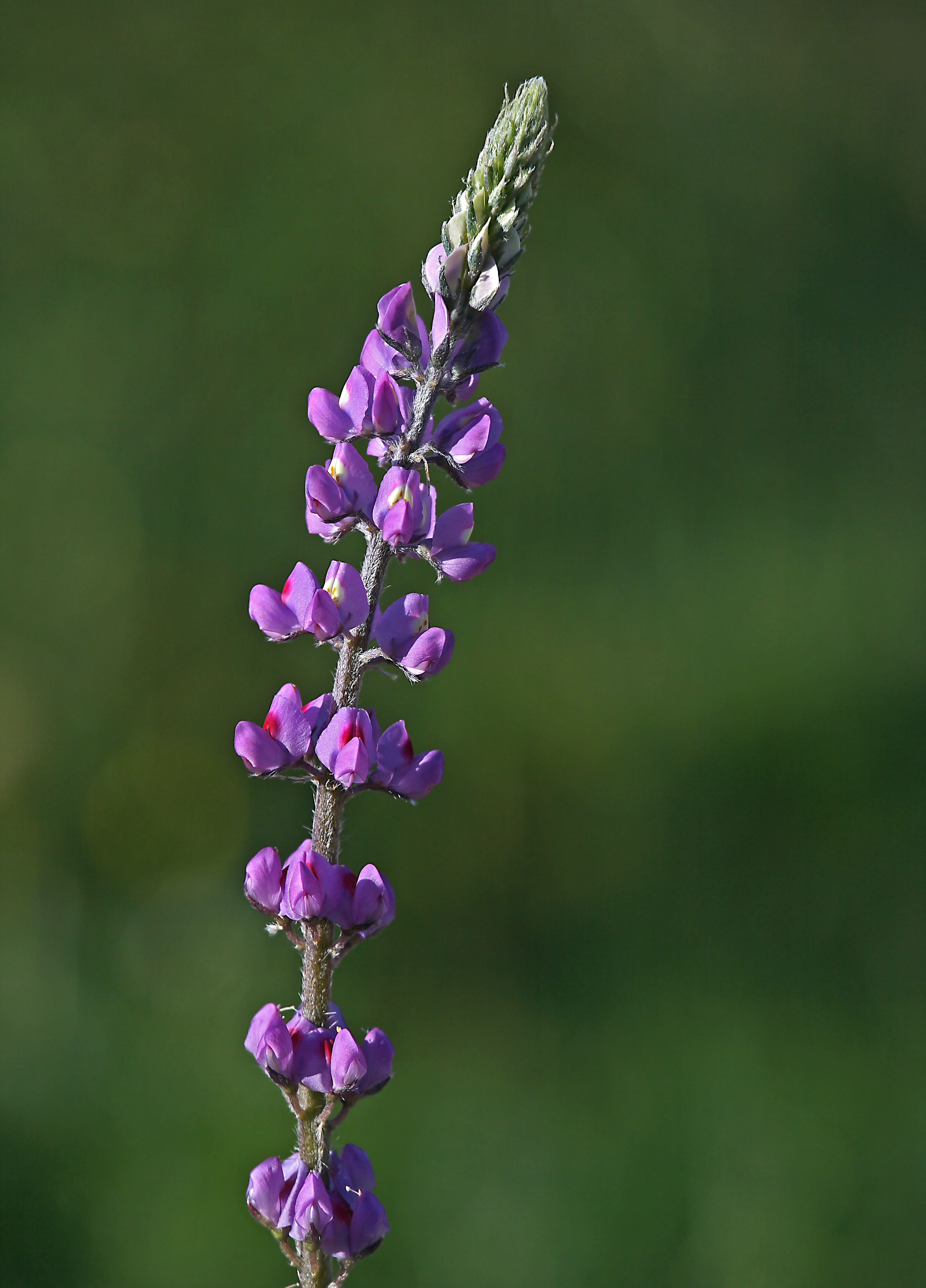
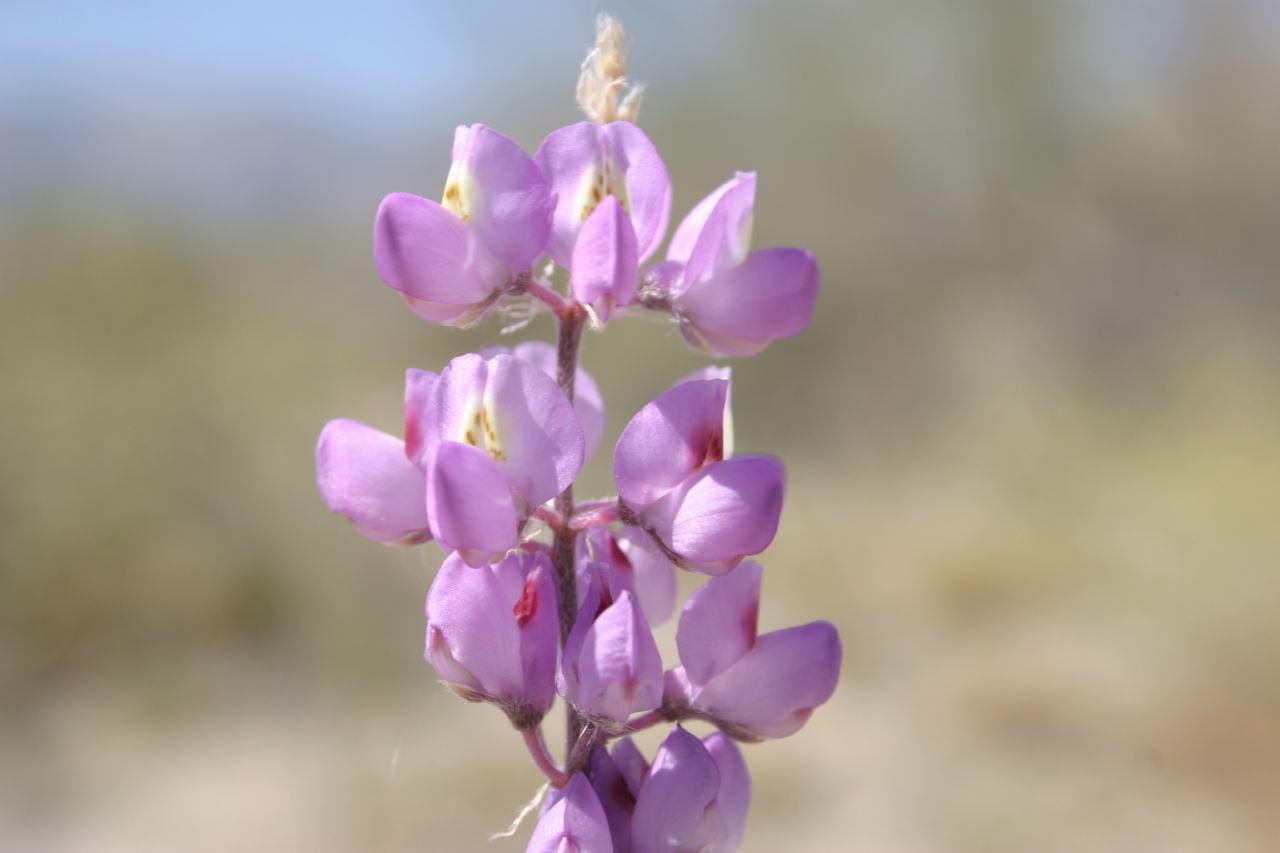
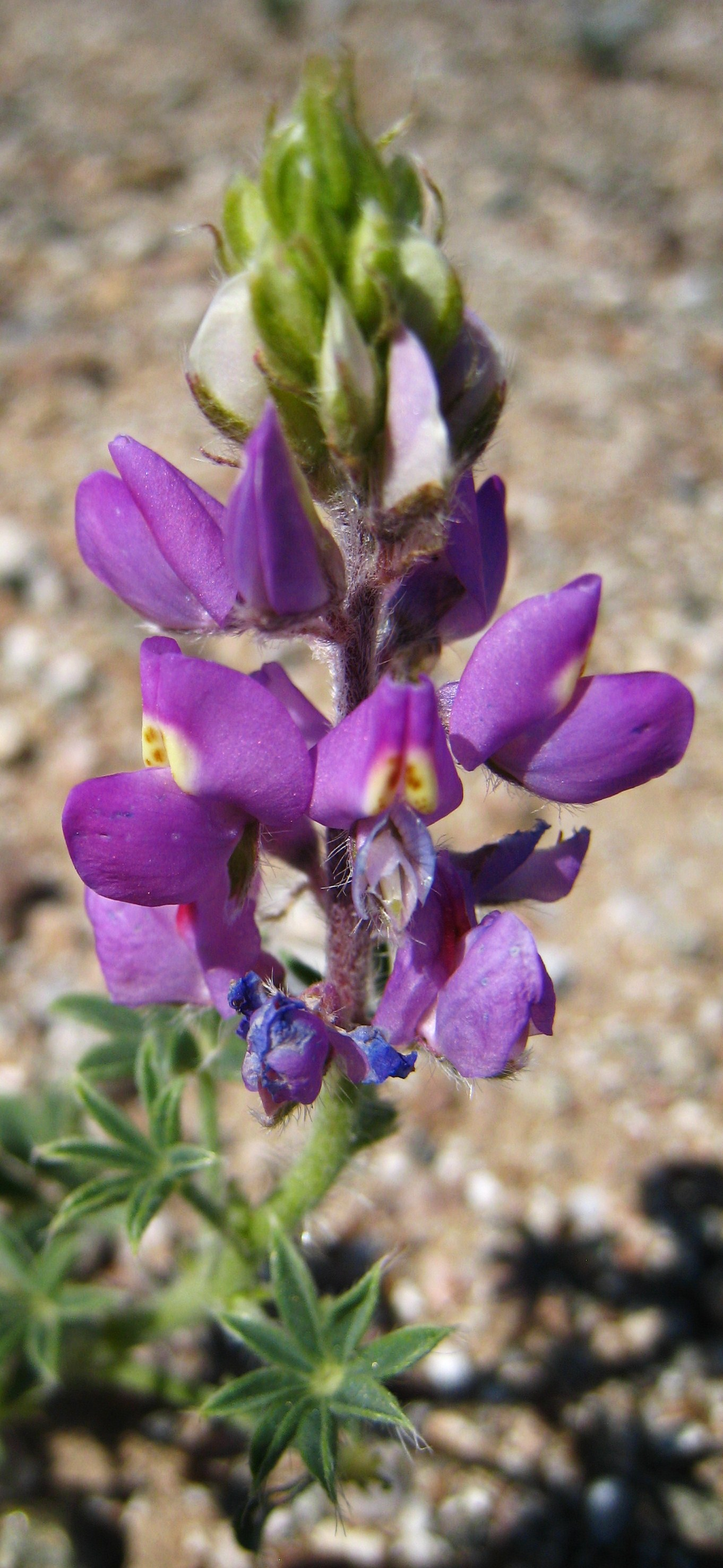
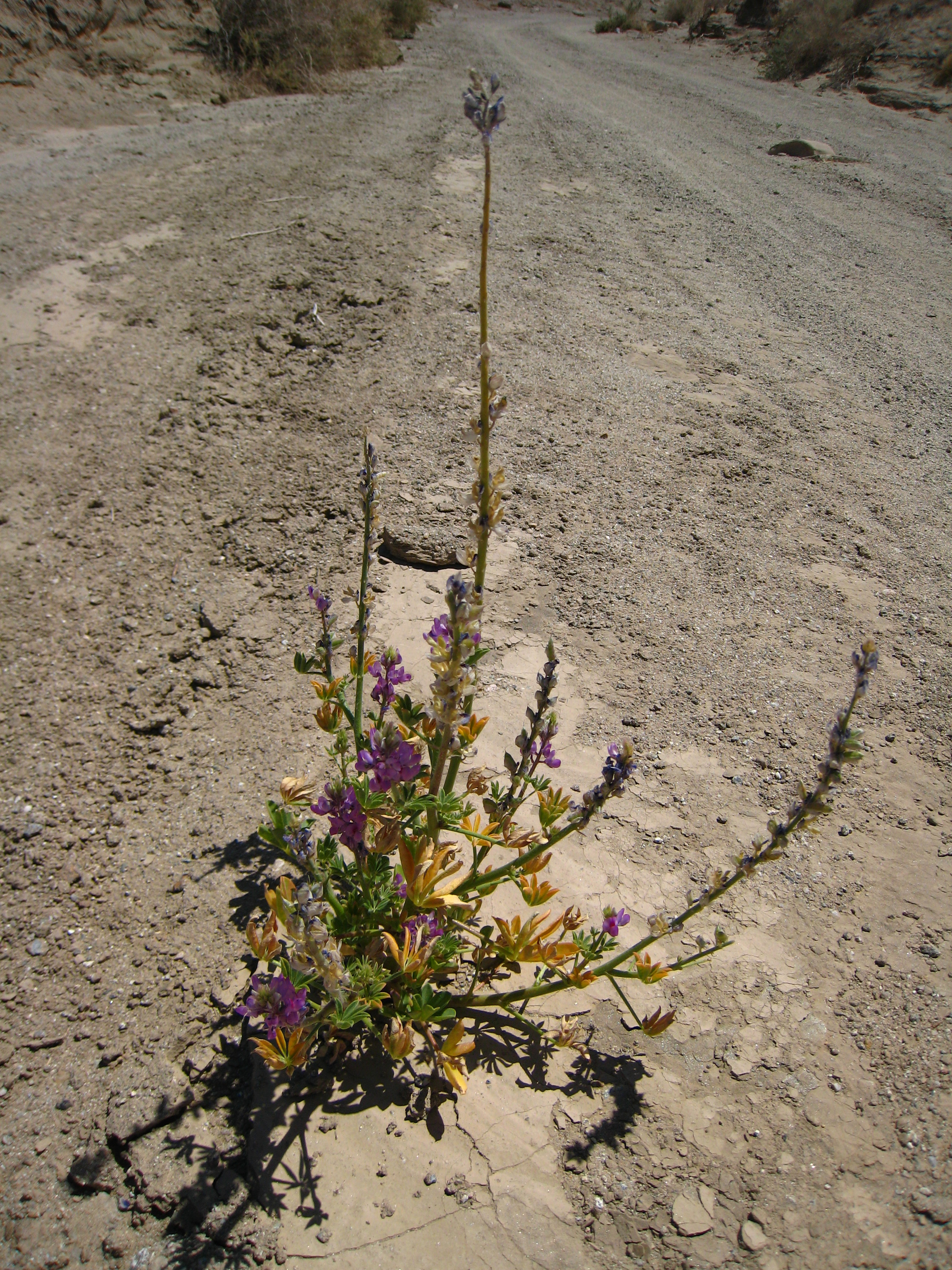